# Louis Gallaud
Louis Gallaud (* 17. Februar 1897 in New Orleans; † Ende 1985 ebenda) war ein US-amerikanischer Jazzpianist des New Orleans Jazz.

## Leben und Wirken
Gallaud nahm 1949 in New Orleans mit Ray Burke’s Speakeasy Boys (mit Wooden Joe Nicholas) und „Big Eye“ Louis Nelson Delisle auf. In den 1950er- und 1960er-Jahren spielte er außerdem mit Israel Gorman, Punch Miller, Polo Barnes, Captain John Handy, Charlie Love/George Lewis  und Kid Sheik Cola sowie regelmäßig in der Preservation Hall. In den 1960er-Jahren erlitt er einen Schlaganfall, von dem er sich wieder erholte und gegen Ende des Jahrzehnts erneut auftrat. 1970 entstanden Soloaufnahmen für die Kompilation Crescent City Piano Players (American Music). 1971 setzte er sich zur Ruhe und geriet weitgehend in Vergessenheit. Im Bereich des Jazz war er zwischen 1949 und 1970 an 17 Aufnahmesessions beteiligt. Gallaud bezeichnete sich selbst als „way old stylist“.

## Diskographische Hinweise
- Louis Gallaud: Times Have Changed (Dixie 1970)
- Louis Gallaud: When Good Fellows Get Together (Dixie 1970)
- Ray Burke’s Speakeasy Boys (New Orleans Records, 1973)
- Punch Miller’s N.O. Jazz Band (Jazzology)